# Food miles
El concepte de Food miles forma part d'un tema més ampli com és el de la sostenibilitat, que fa referència a una gran quantitat de temes mediambientals, incloent principalment el del Consum local.
El terme va ser creat per Tim Lang (professor de política alimentària a la City University de Londres), quan diu: La importància és a assenyalar les conseqüències ecològiques, socials i econòmiques ocultes al consumidor, d'una forma objectiva i amb connotacions.
Un estudi de DEFRA del 2005 utilitzada pels investigadors de l'AEA Technology Environment titulat La validesa de la Food milers com a indicador del desenvolupament sostenible, indica que els costos directes socials, mediambientals i econòmics del transport de menjar són de més de 9 milions de lliures anuals i estan dominats per la congestió.
Estudis recents indiquen que no només es tracta de fins on viatja el menjar, sinó també del mètode de viatjar utilitzat. Els efectes mediambientals de les granges ecològiques es poden veure anul·lats per l'increment de consum del fuel en el seu transport, llevat que es tracti de granges locals. També molts viatges en cotxe privat per comprar al centre comercial tenen un impacte més negatiu que uns quants camions de repartiment a les botigues del barri on es pot accedir fàcilment caminant o amb bicicleta.